# Elena Anaya
Elena Anaya Gutiérrez (ur. 17 lipca 1975 w Palencia) – hiszpańska aktorka filmowa.

## Filmografia
- 1996: Rodzina jako Luna
- 2001: Lucia i seks jako Belen
- 2002: Porozmawiaj z nią jako  Ángela
- 2004: Van Helsing jako Aleera
- 2005: Delikatna jako Helen Perez
- 2007: W świecie kobiet jako  Sofia Buñuel
- 2007: Uwikłani jako Blanca
- 2010: Noc w Rzymie jako Alba
- 2011: Skóra, w której żyję jako Vera
- 2015: Daleko od morza jako Marina
- 2017: Wonder Woman jako Dr. Maru
- 2017: Spotkanie na szczycie jako Claudia Klein
- 2020: Hiszpański romans jako Jo Rojas
- 2022: Klatka jako Paula Ejea Guzmán

## Nagrody
- 2012,  Najlepsza aktorka pierwszoplanowa, Goya (nagroda filmowa) za film Skóra, w której żyję.